# MALS
Mitsubishi Air Lubrication System (MALS) je sistem, ki zniža vodni upor ladje s pihanjem majhnih balončkov zraka pod trup ladje. S tem se zmanjša frikcija med trupom in slano vodo. Sistem potrjeno deluje na težkih tovornih ladjah s ploskim trupom, MHI (Mitsubishi Heavy Industries) upa, da ga bo namestil tudi na potniške ladje in druge ladje. MHI je razvil napravo z uporabo CFD (Computation Fluid Dynamics) simulacij.
Naprava uporablja električni motor za generacijo balončkov. Sistem deluje najbolje na ladjah s ploskim dnom, slabše na ladjah z V-trupom. MHI planira uporabiti sistem na ladji "MALS-14000CS,", ladji razreda New Panamax s kapaciteto 14.000 TEU zabojnikov. MALS naj bi zmanjšal porabo goriva za 10-15%. Nova ladja bo skupaj izpuščala 35% manj emisij in bo uporabljala SOx razžvepljalnik.
Inštalacija na trajekt Naminoue je zmanjšala porabo za več kot 5%
Leta 2010 je MHI inštaliral MALS na dve drugi ladji Yamatai in Yamato.